# Пацаны (телесериал)
«Пацаны́» (англ. The Boys) — американский супергеройский телесериал, созданный Эриком Крипке для стриминговой платформы Amazon Prime Video. Основан на одноимённом комиксе Гарта Энниса и Дарика Робертсона, который в разное время издавали DC Comics и Dynamite Entertainment. Сериал рассказывает о команде мстителей, которые борются с супергероями, злоупотребляющими своими сверхспособностями. Карл Урбан, Джек Куэйд, Лаз Алонсо, Томер Капон и Карен Фукухара исполняют роли тех самых «Пацанов», в свою очередь, Энтони Старр, Эрин Мориарти, Доминик Макеллиготт, Чейс Кроуфорд, Джесси Т. Ашер и Натан Митчелл играют роли членов «Семёрки», элитной группы супергероев корпорации «Vought International», за благородным обликом которых скрываются злодеи, маньяки, психопаты, склонные тайком совершать ужасные поступки, не неся никакой ответственности.
Первый сезон вышел 26 июля 2019 года. Ещё до премьеры второго сезона сериал был продлён на третий сезон, премьера которого состоялась 3 июня 2022 года. В июне 2022 года было объявлено о продлении на четвёртый сезон. Премьера четвёртого сезона состоялась 13 июня 2024 года. В мае 2024 года сериал продлён на пятый и заключительный сезон. Сериал получил признание критиков за сценарий, сюжет, юмор и игру актёров, особенно Урбана и Старра. Два спин-оффа были заказаны в сентябре 2020 года и декабре 2021 года. 4 марта 2022 года состоялась премьера первого из них — анимационного сериала-антологии «Пацаны: Осатанелые», а в 2023 году вышел сериал «Поколение „Ви“».

## Сюжет
Действие сериала разворачивается во вселенной, где люди со сверхспособностями являются мировыми знаменитостями и работают на влиятельную корпорацию «Vought International», которая получает от их эксплуатации огромные доходы. Однако вне своих героических амплуа большинство персонажей отличаются высокомерным поведением и злоупотребляют безнаказанностью. Сериал рассказывает о двух противостоящих группах: «Семёрке», элитной команде «Vought», и отряде «Пацанов» — мстителей, которые хотят разоблачить корпорацию и супергероев.
«Пацанов» возглавляет Уильям «Мясник» Бутчер, презирающий всех людей со сверхспособностями, а лидером «Семёрки» является эгоистичный и неуравновешенный Хоумлендер. В начале сериала Хьюи Кэмпбелл присоединяется к «Пацанам» после того, как его подруга погибает, сбитая на высокой скорости одним из участников «Семёрки», а именно Поездом-A, а Энни Дженьюари становится участницей «Семёрки» и узнаёт неприятную правду о супергероях, которыми она ранее восхищалась. В команду «Семёрки» также входят разочаровавшаяся Королева Мэйв, наркоман Поезд-А, неуверенный в себе Подводный, загадочный Чёрный Нуар и сторонница превосходства белых Штормфронт. Компанию «Пацанов» дополняют тактический планировщик Марвин Молоко Матери, специалист по оружию Французик и обладающая сверхспособностями подопытная Кимико. «Семёрку» курирует руководитель компании «Vought» Мэделин Стиллвелл, которую позже сменяет публицист Эшли Барретт.
В первом сезоне показан изначальный конфликт между «Пацанами» и «Семёркой», вызванный тем, что Бутчер считает Хоумлендера виновником исчезновения своей жены Бекки. Хоумлендер и Стиллвелл вступают в сговор с целью получения правительственной поддержки для супергероев, в то время как «Пацаны» пытаются остановить их, раскрывая секреты «Vought». Изначально не подозревая о том, что являются противниками в борьбе между «Пацанами» и «Семёркой», Хьюи и Энни усугубляют конфликт, когда вступают в романтические отношения, при этом Бутчер не доверяет девушке, но со временем это изменится.

## Персонажи
= Главная роль в сезоне
     = Второстепенная роль в сезоне
     = Гостевая роль в сезоне
     = Не появляется

### Основной состав
| Актёр                           | Персонаж                               | Появление в сезонах | Появление в сезонах | Появление в сезонах | Появление в сезонах | Появление в сезонах | Появление в сезонах |
| Актёр                           | Персонаж                               | 1                   | 2                   | 3                   | 4                   | Итого               |                     |
| ------------------------------- | -------------------------------------- | ------------------- | ------------------- | ------------------- | ------------------- | ------------------- | ------------------- |
| Карл Урбан                      | Уильям «Билли» Бутчер / Мясник         | 8                   | 8                   | 8                   | 8                   | 32                  |                     |
| Джек Куэйд                      | Хью «Хьюи» Кэмпбелл-младший            | 8                   | 8                   | 8                   | 8                   | 32                  |                     |
| Энтони Старр                    | Джон Гиллман / Хоумлендер              | 8                   | 8                   | 8                   | 8                   | 32                  |                     |
| Эрин Мориарти                   | Энни Дженьюэри / Старлайт              | 8                   | 8                   | 8                   | 8                   | 32                  |                     |
| Доминик Макеллиготт             | Маргарет «Мэгги» Шоу / Королева Мэйв   | 8                   | 8                   | 5                   |                     | 21                  |                     |
| Джесси Т. Ашер                  | Реджинальд «Реджи» Франклин / Экспресс | 8                   | 8                   | 8                   | 7                   | 31                  |                     |
| Лаз Алонсо                      | Марвин Т. Милк / Молоко Матери / ММ    | 6                   | 8                   | 8                   | 8                   | 30                  |                     |
| Чейс Кроуфорд                   | Кевин Московиц / Подводный             | 8                   | 8                   | 8                   | 8                   | 32                  |                     |
| Томер Капон                     | Серж / Французик                       | 7                   | 8                   | 8                   | 7                   | 30                  |                     |
| Карен Фукухара                  | Кимико Миясиро / Самка                 | 5                   | 8                   | 8                   | 8                   | 29                  |                     |
| Натан Митчелл                   | Ирвинг / Чёрный Нуар                   | 7                   | 5                   | 6                   |                     | 18                  |                     |
| Натан Митчелл                   | Чёрный Нуар II                         |                     |                     |                     | 8                   | 8                   |                     |
| Элизабет Шу                     | Мэделин Стилвелл                       | 8                   | 1                   |                     |                     | 9                   |                     |
| Колби Минифи                    | Эшли Барретт                           | 5                   | 8                   | 8                   | 8                   | 29                  |                     |
| Ая Кэш                          | Клара Райзингер / Либерти / Штормфронт |                     | 8                   | 2                   |                     | 10                  |                     |
| Клаудия Думит                   | Виктория «Вики» Ньюман / Надя Хайят    |                     | 5                   | 6                   | 7                   | 18                  |                     |
| Дженсен Эклс                    | Бен / Солдатик                         |                     |                     | 7                   | 1                   | 8                   |                     |
| Кэмерон Кроветти                | Райан Бутчер                           | 1                   | 4                   | 4                   | 7                   | 16                  |                     |
| Сьюзан Хейворд                  | Джессика Брэдли / Сестра Сэйдж         |                     |                     |                     | 8                   | 8                   |                     |
| Вэлори Керри                    | Мисти Такер Грэй / Фейерверк           |                     |                     |                     | 8                   | 8                   |                     |
| Джеффри Дин Морган              | Джо Кесслер                            |                     |                     |                     | 6                   | 6                   |                     |
| Всего эпизодов                  | Всего эпизодов                         | 8                   | 8                   | 8                   | 8                   | 32                  |                     |
| Общее количество главных героев | Общее количество главных героев        | 12                  | 13                  | 14                  | 16                  | 21                  |                     |

### Второстепенный состав
| Актёр                   | Персонаж                   | Появление в сезонах | Появление в сезонах | Появление в сезонах | Появление в сезонах | Появление в сезонах | Появление в сезонах |
| Актёр                   | Персонаж                   | 1                   | 2                   | 3                   | 4                   | Итого               |                     |
| ----------------------- | -------------------------- | ------------------- | ------------------- | ------------------- | ------------------- | ------------------- | ------------------- |
| Саймон Пегг             | Хью Кэмпбелл-старший       | 4                   |                     | 1                   | 4                   | 9                   |                     |
| Кристиан Кийес          | Натан Франклин             | 4                   |                     | 3                   | 1                   | 8                   |                     |
| Энн Кьюсак              | Донна Дженьюэри            | 3                   | 3                   | 1                   | 1                   | 8                   |                     |
| Алекс Хэсселл           | Прозрачный                 | 3                   |                     |                     |                     | 3                   |                     |
| Бриттани Аллен          | Шарлотта / Коготок         | 3                   |                     |                     |                     | 3                   |                     |
| Шон Бенсон              | Иезекииль                  | 4                   |                     |                     | 1                   | 5                   |                     |
| Джесс Салгейру          | Робин Уорд                 | 4                   |                     |                     |                     | 4                   |                     |
| Дженнифер Эспозито      | Сьюзан Рейнор              | 5                   | 1                   |                     |                     | 6                   |                     |
| Шантель Вансантен       | Ребекка «Бекка» Бутчер     | 3                   | 6                   | 1                   | 3                   | 13                  |                     |
| Мишка Тебо              | Шоквейв / Реактивный Бегун | 3                   | 2                   |                     |                     | 5                   |                     |
| Малкольм Барретт        | Сет Рид                    | 3                   | 1                   | 2                   | 1                   | 7                   |                     |
| Джордана Лажуа          | Шери Синклер               | 3                   | 4                   | 2                   | 1                   | 10                  |                     |
| Джанкарло Эспозито      | Стэнфорд «Стэн» Эдгар      | 1                   | 4                   | 4                   | 1                   | 10                  |                     |
| Никола Коррейя-Дамуд    | Елена                      | 2                   | 5                   | 1                   |                     | 8                   |                     |
| Лайла Робинс            | Грейс Мэллори              | 2                   | 6                   | 3                   | 2                   | 13                  |                     |
| Абрахам Лим             | Кендзи Миясиро             | 1                   | 3                   |                     |                     | 4                   |                     |
| Лэнгстон Керман         | Орёл Лучник                |                     | 4                   |                     |                     | 4                   |                     |
| Джессика Хект           | Кэрол Мангейм              |                     | 5                   |                     |                     | 5                   |                     |
| Шон Эшмор               | Фонарщик                   |                     | 3                   |                     |                     | 3                   |                     |
| Горан Вишнич            | Алистер Адана              |                     | 4                   |                     |                     | 4                   |                     |
| Кэти Брейер             | Кассандра Шварц            |                     | 3                   | 7                   |                     | 10                  |                     |
| Джим Бивер              | Роберт «Дакота» Сингер     | 1                   | 2                   | 3                   | 4                   | 10                  |                     |
| Лию Абере               | Джанин                     | 1                   | 1                   | 5                   | 1                   | 8                   |                     |
| Фрэнсис Тёрнер          | Моника                     | 1                   |                     | 3                   | 3                   | 7                   |                     |
| Майлз Гастон Виллануева | Алекс / Суперсоник         |                     |                     | 4                   |                     | 4                   |                     |
| Мэттью Эдисон           | Кэмерон Коулман            |                     |                     | 4                   | 5                   | 9                   |                     |
| Сабрина Содин           | Тоже Эшли                  |                     |                     | 6                   | 2                   | 8                   |                     |
| Мэттью Горман           | Тодд                       |                     |                     | 5                   | 1                   | 6                   |                     |
| Джек Дулан              | Томми TNT                  |                     |                     | 3                   |                     | 3                   |                     |
| Кристин Бут             | Тесса TNT                  |                     |                     | 3                   |                     | 3                   |                     |
| Лори Холден             | Алая Графиня               |                     |                     | 4                   |                     | 4                   |                     |
| Катя Винтер             | «Маленькая Нина» Наменко   |                     |                     | 4                   | 1                   | 5                   |                     |
| Тайлер Уильямс          | Евгений                    |                     |                     | 4                   |                     | 4                   |                     |
| Оливия Морандин         | Зои Ньюман                 |                     |                     | 2                   | 3                   | 5                   |                     |
| Розмари Деуитт          | Дафна Кэмпбелл             |                     |                     |                     | 6                   | 6                   |                     |
| Эллиот Найт             | Колин Хаузер               |                     |                     |                     | 4                   | 4                   |                     |
| Кимберли-Сью Мюррей     | Кайара                     |                     |                     |                     | 3                   | 3                   |                     |
| Эрика Прево             | Тала                       |                     |                     |                     | 3                   | 3                   |                     |
| Дерек Уилсон            | Тек Найт                   |                     |                     |                     | 3                   | 3                   |                     |
| Омид Абтахи             | Самир Шах                  |                     |                     |                     | 3                   | 3                   |                     |
| Всего эпизодов          | Всего эпизодов             | 8                   | 8                   | 8                   | 8                   | 32                  |                     |

## В ролях
- Карл Урбан — Уильям «Билли» Бутчер / Мясник, лидер отряда «Пацаны» и бывший оперативник SAS, который не доверяет всем людям с суперспособностями. Испытывает особую ненависть к Хоумлендеру, которого винит в исчезновении своей жены Бекки.
- Джек Куэйд — Хью «Хьюи» Кэмпбелл, молодой человек, присоединившийся к «Пацанам» после того, как его девушка Робин погибла от столкновения с Экспрессом. В отряде периодически исполняет роль технаря, используя свои знания и опыт работы в магазине электроники. Сотрудник Федерального Бюро по контролю за супергероями.
- Энтони Старр — Джон / Хоумлендер (в неофиц. переводах — Твердыня, Патриот), лидер «Семёрки», сильнейший супергерой на Земле. За публичным обликом благородного героя скрывается высокомерный и жестокий человек, который мало заботится о благополучии тех, кого он призван защищать.
- Эрин Мориарти — Энни Дженьюэри / Старлайт (в неофиц. переводах — Звезда, Звёздочка), набожная христианка, участница «Семёрки», обладающая способностью излучать яркий свет. Одна из немногих супергероев, искренне желающих помочь обществу. Старлайт меняет своё отношение к «Семёрке» после того, как узнаёт истинную природу её участников. Официально покидает «Семёрку», символично выбросив свой костюм, и присоединяется к «Пацанам».
- Доминик Макеллиготт — Мэгги Шоу / Королева Мэйв, одна из старейших членов «Семёрки», обладает невероятной физической силой и выносливостью. В своё время стремилась защищать жизни невинных людей, но разочаровалась и страдает от синдрома выгорания. Считается, что она погибла в бою с Солдатиком, но на самом деле выжила и уехала со своей любовницей Еленой на ферму в Модесто.
- Джесси Т. Ашер — Реджи Франклин / Экспресс (в неофиц. переводах — Поезд-А, Ракета, Стрела), член «Семёрки», способный развивать сверхчеловеческую скорость. Стремление сохранить за собой титул самого быстрого человека на Земле приводит его к зависимости от препарата V.
- Лаз Алонсо — Марвин Т. Милк / Молоко Матери (ММ), член отряда «Пацаны», отвечающий за организацию и планирование их операций. Бывший медик Корпуса морской пехоты США. Его отец-адвокат умер после нескольких лет безуспешных попыток засудить корпорацию Vought, а его дед погиб из-за несчастного случая, к которому причастен Солдатик.
- Чейс Кроуфорд — Кевин Московиц / Подводный (в неофиц. переводах — Пучина, Бездна, Глубина), член «Семёрки», который обладает способностью общаться с морскими животными и дышать под водой. На него смотрят свысока другие члены «Семёрки» из-за его символического статуса водного героя группы и «бесполезные» способности. Пэттон Освальт озвучивает жабры Подводного.
- Томер Капон — Серж / Французик, член отряда «Пацаны» и незаконный торговец оружием, который хорошо разбирается в боевой технике и связи. После того, как его заставили вступить в отряд, чтобы защитить своих друзей-преступников, он ищет искупления за свои прошлые преступления, сражаясь с Vought.
- Карен Фукухара — Кимико Миясиро / Самка, немая участница отряда «Пацаны» с невероятной силой и способностью к регенерации. Принудительно получала препарат V в рамках программы по созданию сверхмощных террористов; присоединяется к «Пацанам» после того, как они спасают её.
- Натан Митчелл — Ирвинг / Чёрный Нуар (сезоны 1—3), молчаливый член «Семёрки», который обладает сверхчеловеческой силой и ловкостью. Скрывает свою внешность за чёрным костюмом. Фритци-Клеванс Дестин исполняет в третьем сезоне роль юного Ирвинга / Чёрного Нуара, ставшего немым и обезображенным после избиения Солдатиком, а позднее сдавшего его русским солдатам. В июле 2022 года, после смерти Ирвинга в финале третьего сезона, Эрик Крипке подтвердил, что в четвёртом сезоне сериала Митчелл сыграет другую версию Чёрного Нуара, которую он описал как «совершенно нового» и «реально интересного и уморительного персонажа»[2].
- Элизабет Шу — Мэдлин Стилвелл (сезон 1; гостевая роль — сезон 2), харизматичная и коварная вице-президент Vought International. Убита Хоумлендером, однако вину в её смерти несправедливо переложили на Бутчера.
- Колби Минифи — Эшли Баррет (сезон 2—н. в.; повторяющаяся роль — сезон 1), пиарщица Vought International, впоследствии — преемница Стилвелл и Стэна Эдгара.
- Ая Кэш — Клара Райзингер / Либерти / Штормфронт (в неофиц. переводах — Штормовой Фронт, Гроза, Свобода) (сезон 2; гостевая роль — сезон 3), первая получательница препарата V и участница «Семёрки», обладающая несколькими сверхспособностями, в том числе электрокинезом. Бывшая нацистка и сторонница концепции превосходства белых. Вдова Фредерика Воута, основателя одноимённой компании.
- Клаудия Думит — Виктория «Вик» Ньюман / Надия (сезоны 2—4), молодая конгрессвумен, глава Федерального Бюро по контролю за супергероями, кандидат на пост вице-президента США, которая публично выступает против Vought; на самом деле — супергероиня, которая тайно использует свои силы для убийства противников Vought.
- Дженсен Эклс — Бен / Солдатик (в неофиц. переводах — Солдат, Мальчик-солдат, Сын полка, Служивый) (сезон 3-наст.вр.), легендарный супергерой со сверхчеловеческими силой и скоростью, созданный Фредериком Воутом во время Второй мировой войны. Считалось, что он был убит русскими во времена Холодной войны, однако на самом деле Чёрный Нуар и Алая Графиня сдали его Советскому Союзу, где того удерживали в течение нескольких десятилетий. Является биологическим отцом Хоумлендера. Помещён в секретный изолятор под контроль ЦРУ.

## Список эпизодов
| Сезон | Серии | Серии | Даты показа     | Даты показа     |
| Сезон | Серии | Серии | Первая серия    | Последняя серия |
| ----- | ----- | ----- | --------------- | --------------- |
| 1     | 8     | 8     | 26 июля 2019    | 26 июля 2019    |
| 2     | 8     | 8     | 4 сентября 2020 | 9 октября 2020  |
| 3     | 8     | 8     | 3 июня 2022     | 8 июля 2022     |
| 4     | 8     | 8     | 13 июня 2024    | 18 июля 2024    |

### 1 сезон (2019)
| № общий | № в сезоне | Название                                                  | Режиссёр        | Автор сценария                          | Дата премьеры |
| ------- | ---------- | --------------------------------------------------------- | --------------- | --------------------------------------- | ------------- |
| 1       | 1          | «Такая игра» «The Name of the Game»                       | Дэн Трахтенберг | Эрик Крипке                             | 26 июля 2019  |
| 2       | 2          | «Вишенка» «Cherry»                                        | Мэтт Шекман     | Эрик Крипке                             | 26 июля 2019  |
| 3       | 3          | «Получи!» «Get Some»                                      | Филип Сгриккиа  | Джордж Мастрас                          | 26 июля 2019  |
| 4       | 4          | «Самка человека» «The Female of the Species»              | Фред Туа        | Крэйг Розенберг                         | 26 июля 2019  |
| 5       | 5          | «Полезно для души» «Good for the Soul»                    | Стефан Шварц    | Энн Кофель Сондерс                      | 26 июля 2019  |
| 6       | 6          | «Невинные» «The Innocents»                                | Дженнифер Фанг  | Ребекка Сонненшайн                      | 26 июля 2019  |
| 7       | 7          | «Общество самосохранения» «The Self-Preservation Society» | Дэн Аттиас      | Крейг Розенберг и Элли Монахэн          | 26 июля 2019  |
| 8       | 8          | «Ты меня нашёл» «You Found Me»                            | Эрик Крипке     | Энн Кофель Сондерс и Ребекка Сонненшайн | 26 июля 2019  |

### 2 сезон (2020)
| № общий | № в сезоне | Название                                                                            | Режиссёр       | Автор сценария     | Дата премьеры    |
| ------- | ---------- | ----------------------------------------------------------------------------------- | -------------- | ------------------ | ---------------- |
| 9       | 1          | «Большая поездка» «The Big Ride»                                                    | Филип Сгриккиа | Эрик Крипке        | 4 сентября 2020  |
| 10      | 2          | «Правильная подготовка и планирование» «Proper Preparation and Planning»            | Лиз Фридлендер | Ребекка Сонненшайн | 4 сентября 2020  |
| 11      | 3          | «За холмом тысячи людей с мечами» «Over the Hill with the Swords of a Thousand Men» | Стив Бойум     | Крэйг Розенберг    | 4 сентября 2020  |
| 12      | 4          | «Ничего подобного в мире нет» «Nothing Like It in the World»                        | Фред Туа       | Майкл Солтцмэн     | 11 сентября 2020 |
| 13      | 5          | «Нам пора идти» «We Gotta Go Now»                                                   | Батан Сильва   | Элли Монахэн       | 18 сентября 2020 |
| 14      | 6          | «Прочь чёртовы двери» «The Bloody Doors Off»                                        | Сара Бойд      | Анслем Ричардсон   | 25 сентября 2020 |
| 15      | 7          | «Мясник, пекарь, свечник» «Butcher, Baker, Candlestick Maker»                       | Стефан Щварц   | Крэйг Розенберг    | 2 октября 2020   |
| 16      | 8          | «Что я знаю» «What I Know»                                                          | Алекс Грейвз   | Ребекка Сонненшайн | 9 октября 2020   |

### 3 сезон (2022)
| № общий | № в сезоне | Название                                                                                       | Режиссёр       | Автор сценария               | Дата премьеры |
| ------- | ---------- | ---------------------------------------------------------------------------------------------- | -------------- | ---------------------------- | ------------- |
| 17      | 1          | «Расплата» «Payback»                                                                           | Филип Сгриккиа | Крэйг Розенберг              | 3 июня 2022   |
| 18      | 2          | «Единственный в небе» «The Only Man in the Sky»                                                | Филип Сгриккиа | Дэвид Рид                    | 3 июня 2022   |
| 19      | 3          | «Берег варваров» «Barbary Coast»                                                               | Джулиан Холмс  | Анслем Ричардсон и Джефф Олл | 3 июня 2022   |
| 20      | 4          | «Славная пятилетка» «Glorious Five Year Plan»                                                  | Джулиан Холмс  | Мередит Глинн                | 10 июня 2022  |
| 21      | 5          | «Последний взор на сей мир лжи» «The Last Time to Look on This World of Lies»                  | Нельсон Крэгг  | Элли Монахэн                 | 17 июня 2022  |
| 22      | 6          | «Героргазм» «Herogasm»                                                                         | Нельсон Крэгг  | Джессика Чоу                 | 24 июня 2022  |
| 23      | 7          | «Вот зажгу я пару свеч — ты в постельку можешь лечь» «Here Comes a Candle to Light You to Bed» | Сара Бойд      | Пол Греллонг                 | 1 июля 2022   |
| 24      | 8          | «До белого каления» «The Instant White-Hot Wild»                                               | Сара Бойд      | Логан Ричи и Дэвид Рид       | 8 июля 2022   |

### 4 сезон (2024)
| № общий | № в сезоне | Название                                                                                | Режиссёр          | Автор сценария           | Дата премьеры |
| ------- | ---------- | --------------------------------------------------------------------------------------- | ----------------- | ------------------------ | ------------- |
| 25      | 1          | «Отдел грязных трюков» «Department of Dirty Tricks»                                     | Фил Сгриккиа      | Дэвид Рид                | 13 июня 2024  |
| 26      | 2          | «Жизнь среди заразы» «Life Among the Septics»                                           | Карен Гавиола     | Джессика Чоу             | 13 июня 2024  |
| 27      | 3          | «Вейся, красный наш флаг» «Weʼll Keep the Red Flag Flying Here»                         | Фред Туа          | Элли Монахэн             | 13 июня 2024  |
| 28      | 4          | «Мудрость пожилых» «Wisdom of the Ages»                                                 | Фил Сгриккиа      | Джофф Олл                | 20 июня 2024  |
| 29      | 5          | «Остерегайся бармаглота, сын мой» «Beware the Jabberwock, My Son»                       | Шана Стейн        | Джудалина Нейра          | 27 июня 2024  |
| 30      | 6          | «Грязный бизнес» «Dirty Business»                                                       | Карен Гавиола     | Анслем Ричардсон         | 4 июля 2024   |
| 31      | 7          | «Инсайдер» «The Insider»                                                                | Катриона Маккензи | Пол Греллонг             | 11 июля 2024  |
| 32      | 8          | «Финал четвёртого сезона» «Убийственный забег» «Season Four Finale» «Assassination Run» | Эрик Крипке       | Джессика Чоу и Дэвид Рид | 18 июля 2024  |

## Производство

### Развитие
В период с 2008 по 2016 год над экранизацией комиксов «Пацаны» работали компании Columbia Pictures и Paramount Pictures, которые собирались снять на их основе полнометражный фильм.
6 апреля 2016 года было объявлено, что Cinemax планирует снять по мотивам комиксов телесериал. Разработкой проекта занималиcь Эрик Крипке, Эван Голдберг и Сет Роген. Крипке должен был написать сценарий сериала, а Голдберг и Роген — выступить в качестве режиссёров. Исполнительными продюсерами шоу были назначены Крипке, Голдберг, Роген, Нил Х. Мориц, Павун Шетти, Ори Мармур, Джеймс Уивер, Кен Левин и Джейсон Неттер, а исполнительными сопродюсерами — Гарт Эннис и Дарик Робертсон. К проекту подключились такие студии как Point Grey Pictures, Original Film и Sony Pictures Television.
8 ноября 2017 года было объявлено, что видеосервис Amazon Video заказал первый сезон, который будет состоять из восьми эпизодов. Работа над сериалом началась за несколько месяцев до его анонса.

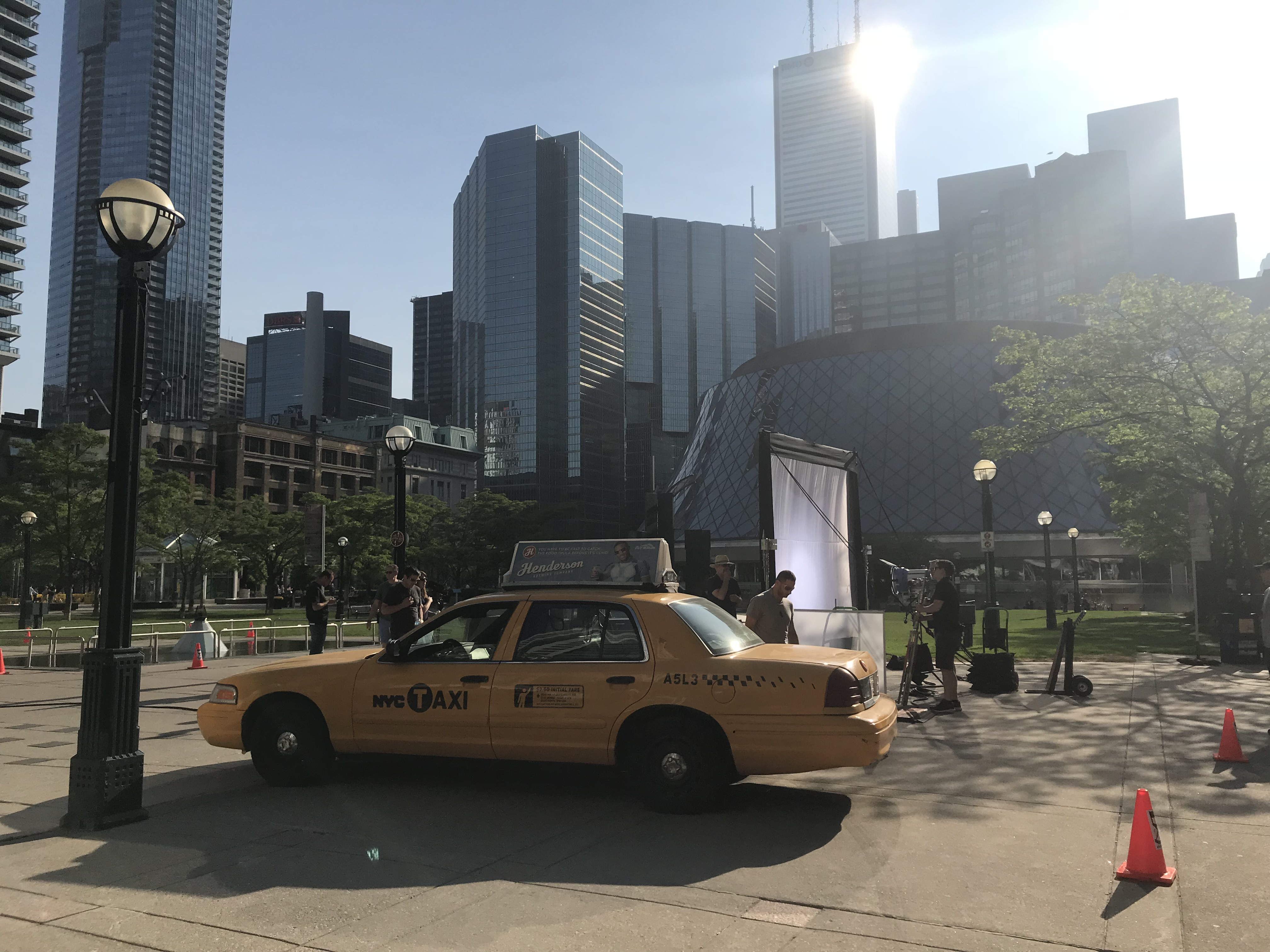
Съёмки «Пацанов» на площади Пекаут, Торонто.

30 апреля 2018 года было объявлено, что Дэн Трахтенберг станет режиссёром первого эпизода сериала и заменит Сета Рогена и Эвана Голдберга, которые ушли из проекта из-за конфликтов расписания.
Ещё до премьеры сериала 19 июля 2019 года на выставке 2019 San Diego Comic-Con@Home было объявлено, что Amazon Video продлил сериал на второй сезон, премьера которого состоялась 4 сентября 2020 года. Также подтвердилась информация о том, что второй сезон будет состоять из восьми эпизодов, как и предыдущий. Сценарии к восьми сериям второго сезона были завершены в ноябре 2019 года.
В декабре 2019 года был опубликован тизер-трейлер, из которого стало понятно, что второй сезон выйдет в 2020 году, хотя точная дата оставалась неизвестной до июня 2020 года, когда был выпущен официальный трейлер.
В преддверии премьеры второго сезона 23 июля 2020 года Amazon продлил сериал на третий сезон на презентации, которую провела Айша Тайлер на фестивале San Diego Comic-Con. 10 июня 2022 года Amazon объявил о продлении сериала на четвёртый сезон. 11 июня 2024 года Крипке сообщил, что пятый сезон станет последним.

### Актёрский состав
18 декабря 2017 года было объявлено, что Эрин Мориарти сыграет в сериале одну из главных героинь — Энни Дженьюэри / Старлайт. 17 января 2018 года стало известно, что к основному составу присоединились Энтони Старр, Доминик Макеллиготт, Чейс Кроуфорд, Джесси Ашер и Натан Митчелл. В марте 2018 года было объявлено, что Лаз Алонсо, Джек Куэйд и Карен Фукухара тоже присоединились к актёрскому составу. 5 апреля 2018 года Карл Урбан получил главную роль Билли Бутчера. 16 мая 2018 года к основному составу присоединилась Элизабет Шу, получившая роль Мэдлин Стилвелл. 25 июня 2018 года стало известно, что Томер Капон присоединился к основному составу и сыграет Французика. 30 августа 2018 года было объявлено, что Дженнифер Эспозито сыграет в сериале роль агента ЦРУ Сьюзан Рейнор. 5 октября 2018 года во время ежегодного New York Comic Con было объявлено, что Саймон Пегг сыграет роль отца Хьюи.
5 сентября 2019 года Горан Вишнич и Клаудия Думит получили второстепенные роли во втором сезоне. Месяцем позже было объявлено о том, что Пэттону Освальту досталась «секретная» роль. В марте 2020 года выяснилось, что Ая Кэш появится на экране в качестве супергероини Штормовой Фронт; Amazon сообщил о контракте с Кэш одновременно с анонсом второго сезона. 10 августа 2020 года стало известно, что Шон Эшмор выбран на роль Фонарщика во втором сезоне. Спустя неделю Дженсен Эклс присоединился к актёрскому составу третьего сезона в роли Солдатика. 30 октября 2020 года Клаудия Думит и Колби Минифи получили повышение и были включены в основной актёрский состав третьего сезона.
26 марта 2021 года Катя Винтер присоединилась к актёрскому составу, получив роль Маленькой Нины в третьем сезоне. 23 июня 2021 года стало известно, что в третьем сезоне снимутся Майлз Гастон Вильянуэва, Шон Патрик Флэнери и Ник Уэкслер, выбранные на роли Суперсоника, Пороха и Синего Ястреба соответственно. Два дня спустя Лори Холден получила в третьем сезоне роль Алой Графини. 5 октября 2021 года Фрэнсис Тёрнер, Кристин Бут и Джек Дулан получили роли Моники и близнецов Тессы и Томми, также известных как Близнецы Ти-Эн-Ти, второстепенных персонажей в третьем сезоне. 8 июля 2022 года было объявлено, что Натан Митчелл (исполнивший роль Чёрного Нуара в костюме в первых трёх сезонах), продолжит играть свою роль, несмотря на смерть персонажа в финале третьего сезона. Начиная с четвёртого сезона, костюм будет носить уже другой человек. 1 августа 2022 года роль Кэмерон Кроветти была повышена до основной, а к основному актёрскому составу четвёртого сезона присоединились Вэлори Керри Сьюзан Хейуорд. Позднее в том же месяце Джеффри Дин Морган получил неназванную роль.

### Съёмки
Съёмки первого сезона начались 22 мая 2018 года в Торонто, Канада и завершились 25 сентября 2018 года. Дополнительные съёмки проходили в Миссиссоге, Онтарио.
Для съёмок внешнего вида штаб-квартиры компании Vought International использовался концертный зал Рой-Томсон-Холл, расположенный в развлекательном районе Торонто. С помощью цифровых технологий структура здания была изменена и увеличена, чтобы превратить его в Семь Башен. Для интерьера Башен, включая некоторые комнаты и лобби, где компания проводит корпоративные вечеринки, был задействован интерьер Рой-Томсон-Холла. В качестве Таймс-сквер выступила площадь Янг-Дандас в Торонто. Забег Поезда-A и Ударной Волны снимался на стадионе Tim Hortons Field в Гамильтоне. Для сцен в метро использовалась торонтская станция Lower Bay. Панихиду по жертвам захваченного самолёта снимали в облицованном цинком павильоне парка Sherbourne Common. Съёмки особняка, в котором живёт доктор Джона Фогельбаум, проходили в поместье Парквуд Эстэйт в Ошаве, Онтарио. Сцена, где Энни отказывается помочь Хьюи, была отснята в соборе Святого Джеймса в Торонто.
Съёмки второго сезона проходили с 17 июня по 13 ноября 2019 года в Торонто. Церемония похорон Прозрачного снималась в Центре искусств Меридиан, расположенном в районе Норт-Йорк в Торонто. Сцена ареста Подводного была отснята в аквапарке Wet 'n' Wild Toronto, который в сериале превратился в вымышленный парк Splash Zone Sandusky. Съёмки сцен в Церкви Коллектива проходили в клубе Scottish Rite Club в Гамильтоне, Онтарио. Для создания психиатрической больницы Сэйдж Гроув был использован комплекс Southwest Centre for Forensic Mental Health, который находится в городе Сент-Томас (Онтарио).
Съёмки третьего сезона начались 24 февраля 2021 года и завершились 10 сентября. Хотя пандемия COVID-19 не повлияла на производство, актёрам и съёмочной группе приходилось соблюдать при работе меры предосторожности. Для сезона использовались новые локации, такие как конференц-центр Метро Торонто в качестве штаб-квартиры Vought, поместье Святого Джорджа в качестве студии, где проводятся съёмки вымышленного телешоу «Американский герой», и Средневековая ярмарка в парке «Canada’s Wonderland», выступившая в качестве тематического парка «Vought Land».
После гибели от выстрела в октябре 2021 года оператора Галины Хатчинс на съёмках фильма «Раст» (2024), шоураннер сериала Эрик Крипке, пообещал запретить холостое и огнестрельное оружие в шоу.

### Музыка
Музыку ко всем сезонам сериала написал композитор Кристофер Леннерц. Во время интервью на Comic-Con в 2019 года он назвал свою работу над «Пацанами» «самой безумной вещью» после его сотрудничества с Сетом Рогеном над фильмом «Полный расколбас». Для второго сезона была написана песня «Never Truly Vanish», исполненная Мориарти, которая позднее была номинирована за неё на премию «Эмми». Видеоклип на песню был выпущен 4 июня 2021 года на YouTube. Джесси Т. Ашер также исполнил оригинальную песню под названием «Faster» во втором сезоне, клип на неё вышел 1 сентября 2021 года. Саундтрек третьего сезона включает в себя две песни, исполненные Майлзом Гастоном Виллануевой, — «You’ve Got a License to Drive (Me Crazy)» и «Rock My Kiss», в то время как Лори Холден исполнила песню «America’s Son»; все три композиции были выпущены 3 июня 2022 года. 17 июня вышел клип на очередную песню, исполненную Холден, — «Chimps Don’t Cry».

## Релиз
26 сентября 2018 года был опубликован официальный постер сериала. 5 октября 2018 года на New York Comic Con состоялся показ тизер-трейлера сериала. 24 января 2019 года на официальном аккаунте Сета Рогена был опубликован ещё один тизер. Премьера сериала состоялась 26 июля 2019 года после выхода ещё одного трейлера. 22 июля группа Slipknot выпустила сингл под названием «Solway Firth», в музыкальном видео которого были использованы кадры из сериала.
26 июня 2020 года было объявлено, что премьера второго сезона состоится 4 сентября 2020 года: в этот день станут доступны три первые серии, а остальные выпускались на еженедельной основе. Официальный трейлер второго сезона был выпущен 4 августа 2020 года.
6 января 2022 года было объявлено, что премьера третьего сезона состоится 3 июня того же года. Сезон выходил по той же схеме, что и предыдущий — первые три эпизода появились на сервисе в один день, а остальные публиковались на еженедельной основе вплоть до 8 июля, когда показ сезона завершился.
Короткометражный фильм-компаньон под названием «Мясник», действие которого происходит между первым и вторым сезонами, вышел 10 сентября 2020 года; Карл Урбан сыграл в нём роль Билли Бутчера. Персонажи из сериала также появились в эпизоде веб-сериала «Death Battle», выпущенном 17 сентября 2020 года.

## Приём

### Критика
| Сезон | Сезон | Оценка критиков    | Оценка критиков |
| Сезон | Сезон | Rotten Tomatoes    | Metacritic      |
| ----- | ----- | ------------------ | --------------- |
|       | 1     | 85 % (107 обзоров) | 74 (19 обзоров) |
|       | 2     | 97 % (105 обзоров) | 80 (15 обзоров) |
|       | 3     | 98 % (154 обзора)  | 77 (20 обзоров) |
|       | 4     | 92 % (141 обзор)   | 76 (21 обзор)   |

На сайте Rotten Tomatoes первый сезон получил рейтинг одобрения 84 % на основе 106 рецензий со средней оценкой 7,70/10. На Metacritic средневзвешенная оценка составляет 74 из 100 на основе отзывов 19 критиков, что указывает на «в целом благоприятные отзывы».
Второй сезон сериала получил на Rotten Tomatoes рейтинг одобрения 97 % на основе 105 обзоров со средней оценкой 8,20/10. На Metacritic у сезона средневзвешенная оценка 80 из 100 на основе 15 рецензий, что указывает на «в целом благоприятные отзывы».
Третий сезон получил на Rotten Tomatoes рейтинг одобрения 98 % на основе 152 рецензий критиков со средней оценкой 8,05/10. На Metacritic получил оценку 77 из 100 на основе 20 критиков, что указывает на «благоприятные отзывы».
Четвёртый сезон получил на Rotten Tomatoes рейтинг одобрения 94 % на основе 105 рецензий критиков со средней оценкой 7,65/10. На Metacritic получил оценку 76 из 100 на основе 21 рецензии критиков, что указывает на «благоприятные отзывы».

### Зрительская аудитория
В октябре 2019 года рейтинговая компания Nielsen объявила о начале отслеживания зрительской аудитории программ Amazon Prime. По её данным, за первые 10 дней после премьеры первого сезона «Пацаны» привлекли 8 млн зрителей, став одной из самых успешных оригинальных программ Amazon Prime. Первые три эпизода второго сезона в первый уикенд получили долю в 7,2 % в рейтинге 100 самых просматриваемых телешоу на Reelgood, опередив третий сезон «Очень странных дел» (5,8 %) и «Мандалорца» (4,4 %). По утверждению Amazon, аудитория «Пацанов» увеличилась на 89 % по сравнению с первым сезоном. Рейтинги Nielsen показали, что с 31 августа по 6 сентября 2020 года зрители просмотрели 891 млн минут этого сериала, что поставило его на третье место в списке Nielsen после «Кобры Кай» (2,17 миллиарда минут) и «Люцифера» (1,42 миллиарда минут). «Пацаны» стали первым сериалом, не принадлежащим компании Netflix, который вошёл в Топ-10 стриминговых сериалов в рейтинге Nielsen.

### Награды и номинации
| Год  | Награда                                                    | Категория                                                            | Номинанты и получатели | Результат | П.      |
| ---- | ---------------------------------------------------------- | -------------------------------------------------------------------- | --- | --------- | ------- |
| 2020 | Творческая премия «Эмми»                                   | Лучший монтаж звука в комедийном или драматическом сериале (1 час)   | Уэйд Барнетт, Дэвид Барби, Мейсон Копейкин, Брайан Данлоп, Райан Брайли, Крис Ньюлин, Кристофер Брукс, Джозеф Т. Сабелла и Джези Руппел (за серию «Такая игра»)                                                                                     | Номинация | [ 88 ]  |
| 2021 | Critics' Choice Super Awards                               | Лучший актёр в супергеройском сериале                                | Энтони Старр | Победа    | [ 89 ]  |
| 2021 | Critics' Choice Super Awards                               | Лучший актёр в супергеройском сериале                                | Карл Урбан | Номинация | [ 89 ]  |
| 2021 | Critics' Choice Super Awards                               | Лучшая актриса в супергеройском сериале                              | Ая Кэш | Победа    | [ 89 ]  |
| 2021 | Critics' Choice Super Awards                               | Лучший супергеройский сериал                                         | «Пацаны» | Победа    | [ 89 ]  |
| 2021 | Critics' Choice Super Awards                               | Лучший злодей в сериале                                              | Энтони Старр | Победа    | [ 89 ]  |
| 2021 | Телевизионная премия Ассоциации голливудских критиков      | Лучший актёр в стриминговом сериале (драма)                          | Карл Урбан | Номинация | [ 90 ]  |
| 2021 | Телевизионная премия Ассоциации голливудских критиков      | Лучшая актриса в стриминговом сериале (драма)                        | Айя Кэш | Номинация | [ 90 ]  |
| 2021 | Телевизионная премия Ассоциации голливудских критиков      | Лучший стриминговый сериал (драма)                                   | «Пацаны» | Номинация | [ 90 ]  |
| 2021 | Телевизионная премия Ассоциации голливудских критиков      | Лучший актёр второго плана в стриминговом сериале (драма)            | Джанкарло Эспозито | Номинация | [ 90 ]  |
| 2021 | Кинонаграды MTV                                            | Лучший бой                                                           | Старлайт, Королева Мэйв, Кимико против Штормфронт | Номинация | [ 91 ]  |
| 2021 | Кинонаграды MTV                                            | Лучший герой                                                         | Джек Куэйд | Номинация | [ 91 ]  |
| 2021 | Кинонаграды MTV                                            | Лучшее шоу                                                           | «Пацаны» | Номинация | [ 91 ]  |
| 2021 | Кинонаграды MTV                                            | Лучший злодей                                                        | Ая Кэш | Номинация | [ 91 ]  |
| 2021 | Прайм-таймовая творческая премия «Эмми»                    | Лучшая оригинальная музыка и слова                                   | «Never Truly Vanish»: Кристофер Леннерц (музыка) и Майкл Зальцман (слова) (за серию «Большая поездка») | Номинация | [ 92 ]  |
| 2021 | Прайм-таймовая творческая премия «Эмми»                    | Лучшее сведение звука в комедийном или драматическом сериале (1 час) | Александра Ферман, Рич Вейнгарт и Томас Хайек (за серию «Что я знаю») | Номинация | [ 93 ]  |
| 2021 | Прайм-таймовая творческая премия «Эмми»                    | Лучшие специальные визуальные эффекты в сериале или фильме           | Стефан Флит, Шалена Оксли-Батлер, Кэт Грин, Райан Макнамара, Тони Кенни, Стив Монкур, Джулиан Хатченс, Энтони Патерсон и Кит Селлерс | Номинация | [ 94 ]  |
| 2021 | Прайм-таймовая премия «Эмми»                               | Лучший драматический сериал                                          | Эрик Крипке, Сет Роген, Эван Голдберг, Джеймс Уивер, Нил Х. Мориц, Крейг Розенберг, Фил Сгриччиа, Ребекка Сонненшайн, Кен Ф. Левин, Джейсон Неттер, Гарт Эннис, Дарик Робертсон, Майкл Зальцман, Микаэла Старр, Габриэль Гарсия и Хартли Горенштейн | Номинация | [ 95 ]  |
| 2021 | Прайм-таймовая премия «Эмми»                               | Лучший сценарий драматического телесериала                           | Ребекка Сонненшайн (за серию «Что я знаю») | Номинация | [ 95 ]  |
| 2021 | Премия «Сатурн»                                            | Лучшая молодой актёр или актриса в телесериале                       | Эрин Мориарти | Номинация | [ 96 ]  |
| 2021 | Премия «Сатурн»                                            | Лучший супергеройский телесериал                                     | «Пацаны» | Победа    | [ 96 ]  |
| 2021 | Премия Гильдии киноактёров США                             | Лучший каскадёрский ансамбль в телесериалах                          | «Пацаны» | Номинация | [ 97 ]  |
| 2021 | Премия Гильдии сценаристов США                             | Телевидение: драматический сериал                                    | Эрик Крипке, Элли Монахан, Анслем Ричардсон, Крейг Розенберг, Майкл Зальцман и Ребекка Сонненшайн | Номинация | [ 98 ]  |
| 2022 | Премия организации «Люди за этичное обращение с животными» | Технология, не террор                                                | Чейс Кроуфорд, Эрик Крипке (за серию «Героргазм») | Победа    | [ 99 ]  |
| 2022 | Премия «Сатурн»                                            | Лучший телесериал в жанрах: экшн / триллер для потокового медиа      | «Пацаны» | Победа    | [ 100 ] |
| 2022 | Премия «Сатурн»                                            | Лучший телеактёр в потоковом медиа                                   | Энтони Старр | Номинация | [ 100 ] |
| 2022 | Премия «Сатурн»                                            | Лучшая телеактриса в потоковом медиа                                 | Эрин Мориарти | Номинация | [ 100 ] |
| 2022 | Премия «Сатурн»                                            | Лучший гостевой телеактёр в потоковом медиа                          | Дженсен Эклс | Номинация | [ 100 ] |

## Франшиза

### Спин-оффы

#### «Пацаны: Осатанелые»
5 декабря 2021 года на Comic Con Experience в Бразилии Prime Video объявил о заказе анимационного сериала-антологии из восьми эпизодов под названием «Пацаны: Осатанелые». 18 января 2022 года стало известно, что премьера состоится 4 марта.

#### «Поколение „Ви“»
24 сентября 2020 года было объявлено, что на волне рейтингового успеха второго сезона сериала ускорена разработка многосерийного спин-оффа о колледже супергероев. Проект описывают как «смесь из сериала о колледже и „Голодных игр“ — со всей душой, сатирой и непристойностью „Пацанов“». Действие сериала развернётся в единственном американском колледже для подростков-супергероев, которым управляет компания Vought International. В центре спин-оффа с рейтингом 18+ окажутся будущие герои, которые пытаются разобраться в себе и сражаются за лучшие контракты в лучших городах. 2 октября 2020 года Крипке заявил, что сериал будет посвящён команде «Люди Джи», которая в оригинальном комиксе представляла собой пародию на Людей Икс. В марте 2021 года на главные роли были приглашены Лиззи Бродвей, Джаз Синклер, Шейн Пол Макги, Эйми Карреро и Мэдди Филлипс. 15 апреля 2021 года к основному составу присоединилась Рейна Хардести. 27 сентября 2021 года Amazon Studios заказал безымянный на тот момент спин-офф. 10 марта 2022 года Карреро и Макги покинули проект. Спустя несколько дней в процессе рекастинга к актёрскому составу присоединился Чанс Пердомо, заменивший Макги. 25 апреля 2022 года Хардести ушла из сериала. 9 мая 2022 года Лондон Тор была выбрана в качестве замены Хардести. Дерек Лу, Аса Германн и Шелли Конн также получили основные роли в сериале. Спустя два дня Патрик Шварценеггер, Шон Патрик Томас и Марко Пигосси получили роли второго плана. Съёмки сериала, получившего название «Поколение „Ви“» (англ. Gen V), начались в мае 2022 года в Торонтском университете и завершились в сентябре.

#### «Пацаны: Мексика»
28 ноября 2023 года было объявлено, что новый спин-офф-сериал находится в разработке. Пацаны: Мексика разработана Гаретом Даннетом-Алкосером, продюсируют его Диего Луна и Гаэль Гарсиа Берналь.

#### «Рассвет Vought»
26 июля 2024 года на San Diego Comic-Con International был анонсирован новый спин-офф, который станет приквелом к основному сериалу, в котором Эклс и Кэш снова сыграют свои роли Солдатика и Штормфронт соответственно. Исполнительным продюсером сериала выступил Пол Греллонг и Крипке, а Греллонг также выступит в качестве шоураннера. Действие сериала будет происходить в 1950-х годах.

### В других медиа

#### «Новости Vought»
В преддверии релиза третьего сезона на YouTube были выпущены видеосегменты в формате новостных репортажей с вымышленного телеканала Vought News Network под названием «„Семёрка“ на „Семёрке“ с Кэмероном Коулменом» (англ. Seven on 7 with Cameron Coleman). Каждый из роликов показывает события будущих эпизодов и представляет новых членов актёрского состава, выполняя роль связующего звена между вторым и третьим сезонами. Мэттью Эдисон, сыгравший телеведущего Кэмерона Коулмена, также появляется в третьем сезоне сериала.

#### «Суперпорно»
3 октября 2020 года Эрик Крипке подтвердил, что сцены из вымышленного супергеройского порнографического фильма, которые можно заметить в эпизоде «Мясник, пекарь, свечник», были отсняты полностью, и выразил интерес выпустить их отдельно под названием «Суперпорно» (англ. Supe Porn) на одноимённом сайте, зарегистрированном Sony Pictures; также он попросил Сета Рогена, Эвана Голдберга, Энтони Старра и других своих подписчиков в Твиттере поддержать его при подаче заявки о выпуске потенциального веб-сериала руководству Prime Video и Amazon Studios.

#### «Глубже и глубже»
9 июня 2022 года на платформе Audible Original вышел подкаст/аудиокнига «Пацаны: Глубже и глубже» (англ. The Boys: Deeper and Deeper). Аудиокнига представляет собой интервью с Подводным и его женой Кассандрой на тему его мемуаров под названием «Глубже» и событиях из его жизни, описанных в этих мемуарах.

#### Call of Duty
В июле 2023 года Activision анонсировали коллаборацию между игровой франшизой Call of Duty и «Пацанами», в которое входило добавление Чёрного Нуара, Хоумлендера и Старлайт как игровых персонажей в Call of Duty: Modern Warfare II и Call of Duty: Warzone. Кроме того, Warzone включает обновления карт, на которых можно заметить рекламу Семёрки, а также включает уколы временного препарата V, который даёт игроку одну из четырёх суперсил, основанных на персонажах «Пацанов». Трейлер этой коллаборации вышел на YouTube-канале Vought International, в котором события дополнения описываются как происходящие во вселенной сериала до конца третьего сезона. В ноябре 2023 года была анонсирована вторая коллаборация, в этот раз для первого сезона игры Call of Duty: Modern Warfare III, включив в игру как игровых персонажей Экспресса и Фейерверк.